# Mark Bruener
Mark Frederick Bruener (Olympia, 16 settembre 1972) è un ex giocatore di football americano statunitense che ha militato nel ruolo di tight end nella National Football League (NFL).

## Biografia
Al college, Bruener giocò a football a Washington dove vinse il campionato NCAA nel 1991. Fu scelto come 27º assoluto nel Draft NFL 1995 dai Pittsburgh Steelers.. Vi giocò fino al 2003, dopo di che si trasferì agli Houston Texans dove chiuse la carriera nel 2008. Malgrado sia stato utilizzato principalmente come tight end sui blocchi, Bruener riuscì comunque a ricevere 133 passaggi e 18 touchdown durante la sua avventura professionistica. In seguito divenne osservatore per gli Steelers.

## Palmarès
- Campione NCAA: 1

Washington Huskies: 1995

## Statistiche
| Ricezioni     | 152   |
| Yard ricevute | 1.333 |
| Touchdown     | 18    |